# Giuseppe Pietri
Giuseppe Pietri (Sant'Ilario in Campo, 6 maggio 1886 – Milano, 11 agosto 1946) è stato un compositore italiano specializzato nel genere dell'operetta.

## Biografia
Studiò presso il Conservatorio di Milano grazie a Pilade Del Buono, che gli permise di iscriversi dopo averlo sentito suonare in occasione di un concerto a Portoferraio in cui venne meno il pianista. Giuseppe da sempre suonava l'organo della chiesa del paese natio (Sant'Ilario in Campo). Debuttò all'età di vent'anni con la musica per il teatro intitolata Calendimaggio, dramma in un atto unico di Pietro Gori, seguita dalla fiaba in musica Flemmerlandia. Si accorse che per i giovani autori erano più azzeccate e convenienti le opere che descrivevano i piccoli fatti della vita quotidiana della borghesia e della classe lavoratrice. Uno dei suoi primi lavori fu un'opera lirica incompiuta e lasciata a metà (Addio giovinezza!), ripescata e portata al successo dalla compagnia del comico Tani.
Dopo la sfortunata opera Il signor di Ruy-Blas, grazie a una riuscita ispirazione l'autore realizzò una pregevole commedia di ambiente intitolata L'acqua cheta (1920), tratta dalla commedia omonima di Augusto Novelli: è la storia di un vecchio vetturino e delle sue due figliole, una delle quali soleva vivere a testa bassa, come un'acqua cheta. Ma un giorno, la giovane figlia si incapriccia di un gentile squattrinato e fugge con lui. Gli interpreti di questa opera furono, al Teatro Nazionale capitolino, Jole Pacifici e Enrico Dezan, padre del telecronista Adriano. Tre anni dopo, Pietri condusse al successo l'operetta La donna perduta, che meritò una trasposizione cinematografica. La donna perduta va in scena il 12 aprile 1925 anche al Teatro Reinach di Parma dove il successivo 5 novembre si rappresenta Il quartetto vagabondo.
Nel 1926, il compositore regalò al suo pubblico l'operetta Primarosa, nella quale descriveva le vicende fallimentari di una famiglia di imprenditori minerari.
Il 10 febbraio 1927 Primarosa va in scena per la prima volta al Teatro La Fenice di Venezia con Nella De Campi, Ines Lidelba e Nuto Navarrini per la Compagnia dei Grandi Spettacoli d'Arte Operettistica ed il successivo 19 aprile al Teatro Reinach di Parma.
Nel 1928 l'operetta Rompicollo venne ambientata in una Siena del Seicento, e la protagonista di questa storia vera, Rompicollo appunto, è la figlia di una nobile famiglia che riesce, sfuggendo al controllo dei genitori, a partecipare al Palio come fantino. Rompicollo va in scena al Teatro Reinach di Parma il 7 novembre 1930.
Al Teatro Reinach di Parma Tuffolina va in scena il 9 novembre 1930, Casa mia, casa mia l'11 novembre successivo e L'isola verde il 23 gennaio 1931.
Nel 1934 Giuseppe Pietri compone il suo lavoro più importante, l'operetta in tre atti Maristella. Si tratta di una storia d'amore conclusa dolorosamente dal sacrificio di Maristella, che salva l'amato Giovanni condannato a morte. Lei infatti era stata allevata in un collegio religioso dove, in occasione di una condanna a morte, il condannato viene graziato dal gran cerimoniere di corte se una delle allieve lo chiede. Però questa allieva facendo così deve prendere i voti e diventare suora. E questo è il sacrificio di Maristella. Indimenticabile l'aria Io conosco un giardino. Questo brano del primo atto ha meritato varie incisioni discografiche, tra le quali si annoverano quelle di Ferruccio Tagliavini e di Giuseppe Di Stefano.
Maristella va in scena anche nel 1936 al Teatro Verdi (Firenze) con Iris Adami Corradetti e nel 1943 al Teatro Metastasio di Prato con Ugo Novelli.
Pietri scoprì il talento del cantante Fortunato Caprilli, del quale fu mentore.
Giuseppe Pietri, sepolto nel cimitero di Sant'Ilario in Campo, era sposato con Giovanna Saladino, dalla quale ebbe tre figli: Piero (1926-2002), Giovanni (1929-2014) e Donatella (1932-2021).

## Composizioni

### Operette
- In Flemmerland, libretto di Antonio Rubino (1913) al Teatro Fossati di Milano
- Addio giovinezza!, libretto di Sandro Camasio e Nino Oxilia (1915) al Teatro Goldoni di Livorno
- La modella, libretto di Antonio Lega ed Alfredo Testoni (1917) al Teatro Quirino di Roma
- Lucciola, libretto di Carlo Veneziani (1918) al Teatro Leopoldo di Livorno
- L'acqua cheta, libretto di Augusto Novelli e Angelo Nessi (1920) al Teatro Drammatico Nazionale di Roma
- L'ascensione, libretto di Augusto Novelli (1922) al Teatro della Pergola di Firenze
- Guarda, guarda la Mostarda, libretto di Giovanni Antonio Colonna di Cesarò (1923) al Teatro dei Piccoli di Roma
- La donna perduta, libretto di Guglielmo Zorzi e Guglielmo Giannini (1923) al Teatro Adriano di Roma
- Quartetto vagabondo, libretto di Enrico Serretta (1924) al Teatro Eliseo di Roma
- Namba Zaim, libretto di Carlo Veneziani (1926) al Teatro Lirico di Milano
- Primarosa, libretto di Carlo Lombardo e Renato Simoni (1926) al Teatro Lirico di Milano
- Tuffolina, libretto di Augusto Novelli (1927) al Politeama di Genova
- Rompicollo, libretto di Luigi Bonelli e Ferdinando Paolieri (1928) al Teatro Dal Verme di Milano
- L'isola verde, libretto di Carlo Lombardo (1929) la sera del 15 Ottobre in contemporanea al Teatro Lirico di Milano ed al Teatro Dal Verme di Milano
- Casa mia, Casa mia, libretto di Augusto Novelli ed Angelo Nessi (1930) al Teatro Quirino di Roma
- Gioconda Zappaterra, libretto di Giulio Bucciolini (1930) al Teatro Alfieri di Firenze
- La dote di Jeannette, libretto di Arturo Rossato (1931) al Teatro Principe di Roma
- Vent'anni, libretto di Luigi Bonelli (1932) al Teatro Quirino di Roma

### Opere liriche
| composizione                 | luogo prima rappresentazione    | data prima rappresentazione | cast |  |
| ---------------------------- | ------------------------------- | --------------------------- | --- |  |
| Calendimaggio                | Teatro della Pergola di Firenze | 14 marzo 1910               | Tina Desana, Ingar, Nova, Gorelli, Dir. d'orchestra: maestro Giovanni Zuccani |  |
| Il signor di Ruy-Blas        | Teatro Duse di Bologna          | marzo 1916                  | Compagnia Maresca, Dir. maestro Ranghino |  |
| Guarda, guarda, la mostarda! | Teatro dei Piccoli di Roma      | marzo 1923                  | |  |
| Maristella                   | Teatro San Carlo di Napoli      | 22 marzo 1934               | Adelaide Saraceni, Ninì Giani, Nadia Kowacewa, Aurelio Marcato, José Santiago Font, Dir. maestro Ettore Panizza                                                                     |  |
| La canzone di San Giovanni   | Teatro del Casinò di Sanremo    | 30 gennaio 1939             | Morini, Augusto Ferrauto, Enrico De Franceschi, Ebe Ticozzi, Dir. maestro Franco Capuana                                                                                            |  |
| Arsa del Giglio              | Portoferraio                    | 20 settembre 1952 (postuma) | Carro di Tespi Lirico: Nuccia Ogliari, Dora Minarchi, Caroli, Ugo De Rita, Ettore Bastianini, Leo Pudis, Cesare Masini Sperti, Pacini, Mascetti, Romani, Dir. maestro Romeo Arduini |  |

### Altro
- Terra d'Arezzo, inno della Giostra del Saracino di Arezzo, parole di Alberto Severi (1932)
- Serenata elbana, per pianoforte, violino e violoncello (1937). Edito per la prima volta su disco nel 2011 (Lo Scoglio verde, di Daniela Soria, CD Pegasus PG-0610012, EAN 8032697200120)
- Fiori elbani, per voce e pianoforte, eseguito dal tenore Alessandro Pegoraro ed edito per la prima volta su disco nel 2011 (Lo Scoglio verde, di Daniela Soria, CD Pegasus PG-0610012, EAN 8032697200120)
- La canzone delle bimbe elbane
- Io ti voglio baciare, parole di Za.Bum  (1933)
- Billy, parole di Luciano Ramo (1929)
- Piccola mazurka, per pianoforte. Edito per la prima volta su disco nel 2011 (Lo Scoglio verde, di Daniela Soria, CD Pegasus PG-0610012, EAN 8032697200120).
- Serenata ad Amarilli, per pianoforte